# Гребенчатый фильтр

Блок-схема гребенчатого фильтра с обратной связью (бесконечной импульсной характеристикой)

Блок-схема гребенчатого фильтра без обратной связи (конечной импульсной характеристикой)

Гребе́нчатый фильтр — в обработке сигналов электронный фильтр, при прохождении сигнала через который к нему добавляется он сам с некоторой задержкой. В результате получается фазовая компенсация. АЧХ гребенчатого фильтра состоит из ряда равноотстоящих по частоте пиков, так что она выглядит как гребёнка.

## Реализация
В цифровых системах, фильтр задаётся следующим уравнением:
{\displaystyle y\left[n\right]=ax\left[n\right]+bx\left[n-\tau \right]+cy\left[n-\tau \right],}
где {\displaystyle \tau } — запаздывание.
Гребенчатый фильтр также может быть реализован в аналоговой форме — АЧХ такого фильтра задаётся следующим выражением:
{\displaystyle H\left(\omega \right)={\frac {a+be^{-i\omega \tau }}{1-ce^{-i\omega \tau }}}.}
Пики амплитудно-частотной характеристики получаются из-за того, что амплитудная характеристика включает периодические разрывы. Это происходит, когда выполняется следующее условие:
{\displaystyle \cos \left(\omega \tau \right)={\frac {1+c^{2}}{2c}}.}

## Применения
Существуют двумерные и трёхмерные гребенчатые фильтры (реализованные как программно, так и аппаратно), применяющиеся для обработки сигналов в телевизионных системах стандартов PAL и NTSC. Они используются для уменьшения артефактов — например, таких, как сползание точек.
В системах связи гребенчатые фильтры применяются для обработки сигнала связи.
Гребенчатые фильтры применяются для обработки аудиосигналов, в частности для создания эффекта эха. К примеру, если задержка установлена на уровне нескольких миллисекунд, это имитирует эффект звука в цилиндрической полости.

## Передаточная функция
Гребенчатый фильтр представляет собой линейную стационарную систему. Пусть входной сигнал {\displaystyle x\left(n\right)} имеет экспоненциальную форму:
{\displaystyle x\left(n\right)=e^{i\omega n}}
Выходной сигнал {\displaystyle y\left(n\right)} определяется как:
{\displaystyle y\left(n\right)=H\left(\omega \right)e^{i\omega n}}
Объединив эти выражения с уравнением гребенчатого фильтра, получим:
{\displaystyle H\left(\omega \right)e^{i\omega n}=ae^{i\omega n}+be^{i\omega \left(n-\tau \right)}+cH\left(\omega \right)e^{i\omega \left(n-\tau \right)}}
{\displaystyle H\left(\omega \right)e^{i\omega n}=ae^{i\omega n}+be^{-i\omega \tau }e^{i\omega n}+cH\left(\omega \right)e^{-i\omega \tau }e^{i\omega n}.}
Принимая во внимание то, что экспонента нигде не обращается в нуль, обе части уравнения можно разделить на неё:
{\displaystyle H\left(\omega \right)=a+be^{-i\omega \tau }+cH\left(\omega \right)e^{-i\omega \tau }.}
Решив относительно {\displaystyle H\left(\omega \right)}, получим:
{\displaystyle H\left(\omega \right)={\frac {a+be^{-i\omega \tau }}{1-ce^{-i\omega \tau }}}.}